# Bulbophyllum lemurense
Bulbophyllum lemurense är en orkidéart som beskrevs av Jean Marie Bosser och Phillip James Cribb. Bulbophyllum lemurense ingår i släktet Bulbophyllum och familjen orkidéer. Inga underarter finns listade i Catalogue of Life.